# Cal Cordill (Odèn)
Cal Cordill és una masia situada al municipi d'Odèn, a la comarca catalana del Solsonès.